# Uroxys latus
Uroxys latus là một loài bọ cánh cứng trong họ Bọ hung (Scarabaeidae).